# Quelque part... c'est toujours ailleurs
Albums de Pierre Bachelet
Tu es là au rendez-vous  La Scène
Quelque part… c'est toujours ailleurs est le 8e album studio de Pierre Bachelet sorti en 1989 chez AVREP (BMG France).
L'album est sorti en double 33 tours et cassette de 18 titres et en simple CD de 17 titres. La chanson On s'reverra resta inédite en CD jusqu'au 9 février 2015.  Le premier disque célèbre la mer, le second célèbre la terre. L'album est marqué par la participation de la navigatrice Florence Arthaud pour trois chansons en duo avec Pierre Bachelet (dont une reprise du titre Typhon présent sur l'album Les Corons en 1982).
Avec 18 titres, c'est l'album de l'artiste qui a la plus longue durée (environ 1h15) . 

## Liste des titres

### La Mer
| No | Titre                                                                | Paroles          | Musique         | Durée |
| -- | -------------------------------------------------------------------- | ---------------- | --------------- | ----- |
| 1. | Quelque part… c'est toujours ailleurs (en duo avec Florence Arthaud) | Jean-Pierre Lang | Pierre Bachelet | 4:05  |
| 2. | Flo (en duo avec Florence Arthaud)                                   | Jean-Pierre Lang | Pierre Bachelet | 4:40  |
| 3. | Elle avait tout peint en bleu                                        | Jean-Pierre Lang | Pierre Bachelet | 3:40  |
| 4. | Regarde la mer                                                       | Jean-Pierre Lang | Pierre Bachelet | 5:55  |
| 5. | Typhon (en duo avec Florence Arthaud)                                | Jean-Pierre Lang | Pierre Bachelet | 4:29  |
| 6. | À l'aube des requins chagrins                                        | Jean-Pierre Lang | Pierre Bachelet | 4:59  |
| 7. | Dauphin de légende                                                   | Jean-Pierre Lang | Pierre Bachelet | 3:54  |
| 8. | On s'reverra                                                         | Jean-Pierre Lang | Pierre Bachelet | 4:13  |
| 9. | Le Testament de l'océan                                              | Jean-Pierre Lang | Pierre Bachelet | 5:21  |

### La Terre
| No | Titre               | Paroles          | Musique         | Durée |
| -- | ------------------- | ---------------- | --------------- | ----- |
| 1. | L'Homme en blanc    | Jean-Pierre Lang | Pierre Bachelet | 4:34  |
| 2. | Pleure pas Boulou   | Jean-Pierre Lang | Pierre Bachelet | 4:54  |
| 3. | J'les oublierai pas | Jean-Pierre Lang | Pierre Bachelet | 4:32  |
| 4. | Châteaux de sable   | Michèle Enouf    | Pierre Bachelet | 3:35  |
| 5. | La Terre est basse  | Jean-Pierre Lang | Pierre Bachelet | 4:53  |
| 6. | Théo, je t'écris    | Jean-Pierre Lang | Pierre Bachelet | 3:57  |
| 7. | Yé yé les tambours  | Jean-Pierre Lang | Pierre Bachelet | 3:51  |
| 8. | Étretat             | Jean-Pierre Lang | Pierre Bachelet | 4:00  |
| 9. | Le Déversoir        | Jean-Pierre Lang | Pierre Bachelet | 3:29  |

## Singles extraits de l'album
- L'Homme en blanc / On s'reverra
- Pleure pas Boulou / J'les oublierai pas
- Flo (en duo avec Florence Arthaud) / Quelque part… c'est toujours ailleurs (en duo avec Florence Arthaud)
- Yé yé les tambours / La terre est basse
- Le Déversoir / Théo, je t'écris